# Castello di Sarzano
Das Castello di Sarzano ist eine hochmittelalterliche Festung in Sarzano einem Ortsteil von Casina in der italienischen Region Emilia-Romagna. Sie ist Teil des Circuito dell’Associazione dei Castelli del Ducato di Parma, Piacenza e Pontremoli.

## Geschichte

### Die Ursprünge
Die erste urkundliche Erwähnung des Castello di Sarzano stammt aus dem Jahre 958, als Atto Adalberto von Canossa, ein Vorfahr von Mathilde von Canossa, es zusammen mit seinem Hof kaufte. Feldstudien und Studien zum damaligen Recht (das die Möglichkeit, eine Burg zu erbauen, nur für Orte vorsah, an denen man lebte oder gelebt hatte) lassen uns aber annehmen, das auf dem Berg von Sarzano sich zu dieser Zeit eine dysfunktionale Burg befunden haben muss. Der Ursprung der Burg könnte daher vielleicht auf die Hunnenüberfälle auf Italien (Ende des 9. Jahrhunderts) oder auf jeden Fall auf die Zeit der ersten Befestigung (zwischen 9. und 10. Jahrhundert) zurückgeführt werden. Die Lage von Sarzano direkt an der Hauptverbindungsstraße von Parma nach Lucca (mittelalterliche Alternative zur Via Francigena) und auf dem Gipfel eines Berges zur Kontrolle der Passstraße macht es zu einem bedeutenden Verteidigungspunkt, aber auch zu einem wichtigen Punkt für den Transport von Handelswaren, Personen und Nachrichten.

### Die Zeit von Mathilda von Canossa
„Es ist eine der elegantesten und besterhaltenen Burgen im Apennin der Emilia (...) sie sieht wunderbar malerisch aus, auch wenn zu den alten Besitzungen der Gräfin Mathilde eine künstlerischere Burg gehörte.“ So drückte sich 1885 der Archäologe und Kunsthistoriker Corrado Ricci anlässlich seines Besuches auf dem Castello di Sarzano aus. Mit Bonifatius von Canossa zuerst und dann später mit Mathilde wurde Sarzano Teil des Burgensystems der damaligen Mathildischen Güter, die drei befestigte Baulinien zur Bedeckung des gesamten Gebietes von Reggio Emilia von den ersten Hügeln bis zum Grat vorsahen: Ein Knotengebiet für die Passage von Truppen und Handelsgütern zwischen den verschiedenen Besitzungen der Großen Gräfin, genau in der Mitte der Verbindungsstraße zwischen der Lombardei und der Toskana. Sarzano hatte die mittlere Position in der zweiten Befestigungslinie, derselben wie die Eckpfeiler Canossa und Rossena, inne.

### Das kommunale und moderne Zeitalter: Die Herrschaft derCarandinis
Gräfin Mathilde, die 1115 ohne Erben starb, hatte das Castello di Sarzano für das Kloster Sant’Apollonio di Canossa bestimmt. Dennoch dehnte sich im 12. und 13. Jahrhundert die Macht der freien Kommunen immer weiter aus. Die Stadt Reggio nell’Emilia erlegte in dieser Zeit vielen ländlichen Kommunen das „Sequimentum“ auf, eine förmliche Eingabe, die auch die Übertragung aller befestigten Stätten an die Gemeinde vorsah. Die „Homines de Sarzano“ (damals wurde die Burg vermutlich von der ländlichen Gemeinde und nicht von den Lehensnehmern verwaltet) unterwarfen sich ihnen 1190 mit vorgehaltener Waffe und bestätigten die förmliche Eingabe 1197. Das Kloster Sant’Appolonio di Canossa hörte dennoch nie auf, diesen Besitz zu beanspruchen, wozu ihm 1156 eine päpstliche Bulle von Hadrian IV. das Recht gewährte, die Zehnten einzusammeln.
Die Situation änderte sich Ende des 13. Jahrhunderts radikal, als in der Gemeinde Reggio nell’Emilia der Kampf zwischen den Fraktionen der „Superiori“ und der „Inferiori“ ausbrach, letztere angeführt von den Da Foglianis die den Besitz an Sarzano erlangten, indem sie die Rechte der Mönche an sich rissen und sich im Laufe des 14. Jahrhunderts dort festsetzten.
In diesem Jahrhundert wechselte die Burg mehrfach den Besitzer; mal waren es die Da Foglianis, mal die Stadt Reggio nell’Emilia, mal die D’Estes: 1427 belagerte Niccolò III. d’Este Sarzano und zerstörte die Burg vollständig, die aber dann unter der Leitung der Architekten Beltrano Comastri und Francesco da Salvaterra sofort wieder aufgebaut wurde.
Im 15. Jahrhundert begann für Sarzano eine Zeit der gemeinsamen Herrschaft: Die Verwaltung der Burg übertrugen die D’Estes den Da Foglianis, den Canossas und den Visdominis, bis 1568 der herzogliche Minister Girolamo Graziani della Pergola den Platz der Canossas einnahm. Mit dem Aussterben der anderen beiden Erblinien 1694 wurde das gesamte Lehen in den Händen der Tochter des Ministers, Francesca Graziani della Pergola und ihres Gatten, Paolo Carandini, des Markgrafen von Sarzano, vereinigt. Die Carandinis schafften in Sarzano ein großes Restaurierungswerk an der Burg, das sie 1698 abschlossen, wie eine Steintafel auf dem Architrav der Zugangstüre zur Burg kundtut. Diese wurde gestohlen und anhand von Fotodokumenten rekonstruiert.
Die Carandinis waren bis 1796 die Herren von Sarzano, dann wurde das Lehenswesen abgeschafft. Mit der Restauration fiel die Burg an sie D’Estes, die sie 1839 der Kirche stifteten. 1990 kaufte die Gemeinde Casina die Burg und die Siedlung, die sich zwischenzeitlich zu ihren Füßen entwickelt hatte.

### Gegenwart
Ab 1990 ließ die Gemeinde Casina mit ihren verschiedenen Fähigkeiten eine große Erhaltungrestaurierung durchführen, die die Burg in ihrem Aussehen aus dem 17. Jahrhundert wiederhergestellt hat. Die parallel zu den Restaurierungsarbeiten durchgeführten Grabungen haben im Burghof eine kleine, mittelalterliche Kapelle ans Licht gebracht; vielleicht wurde sie in der Neuzeit als Magazin oder Lager genutzt. Die Restaurierung von Sarzano betraf auch den unteren Teil des Komplexes mit den Gebäuden der Siedlung und der Kirche San Bartolomeo (mit Chor- und Sakristeianbauten), ebenso wie den oberen Teil, der aus dem Bergfried, dem Turm und der Umfassungsmauer besteht.

## Beschreibung

### Die Kirche
Den Dokumenten nach muss es in Sarzano bereits im 12. Jahrhundert eine Kirche gegeben haben. Die heutige Kirche San Bartolomeo ist aber im Stile des 16. Jahrhunderts als einschiffige Kirche mit bescheidener Giebelfassade und zentralem Portal erbaut. Während der Restaurierungsarbeiten von 1997 wurde in der Apsis ein alter, frühchristlicher Altar entdeckt, die das Alter einer Kultstätte an dieser Stelle bezeugt. Bemerkenswert sind im Inneren der Kirche auch die Reste von Fresken, die auf das 17. Jahrhundert datiert werden, und die 1904 erbaute Chorempore.

### Der Bergfried
Der Bergfried oder große Turm ist das größte Gebäude des Komplexes auf dem Gipfel von Sarzano. Er hat einen rechteckigen Grundriss ist mit verlängerten Konsolen gekrönt. Es muss sowohl Verteidigungs- als auch Wohnzwecken gedient haben; schon in der Feudalzeit wurden Wohnräume dort angelegt, die dann bis 1920 für zivile Zwecke genutzt wurden.

### Der Turm
Er ist etwa 20 Meter hoch, hat sechs Stockwerke und erhebt sich am höchsten Punkt des Berges von Sarzano. Das ursprüngliche Gebäude stammt aus dem 13. Jahrhundert und die dauernde Nutzung seither, auch als Glockenturm der darunter liegenden Kirche San Bartolomeo, hat ihn vor dem Verfall bewahrt.

## Wissenswertes
Die Markgrafen von Sarzano zählen heute auch Andrea Carandini, einen berühmten Archäologen, zu ihren Nachkommen und Christopher Lee, der britische Schauspieler, der mit dem Carandinis mütterlicherseits verwandt ist, ist der Erbfolge des Titels nach der letzte Markgraf von Sarzano.